# Amegilla cymatilis
Amegilla cymatilis là một loài Hymenoptera trong họ Apidae. Loài này được Eardley mô tả khoa học năm 1994.
Loài này phân bố ở Zimbabwe.